# Dani Olmo
Dani Olmo, all'anagrafe Daniel Olmo Carvajal (Terrassa, 7 maggio 1998), è un calciatore spagnolo, centrocampista o attaccante del Barcellona e della nazionale spagnola, con cui è diventato campione d'Europa nel 2024.

## Biografia
Figlio di Miquel Olmo, ex calciatore nelle serie inferiori spagnole, poi allenatore, e di Dorita, di origini croate, ha un fratello maggiore, Carlos, anche lui calciatore. 
Nel dicembre 2017 ha fatto domanda per richiedere la cittadinanza croata sfruttando le origini materne, anche se poi ha deciso di rappresentare la propria nazionale nelle successive competizioni internazionali.

## Caratteristiche tecniche
Apprezzato dagli addetti ai lavori per la sua poliedricità, è un attaccante polivalente, in grado di giocare da trequartista o sulle fasce, e più in generale da terminale offensivo lungo tutto il fronte d'attacco.
Paragonato al connazionale Deulofeu per versatilità e doti tecniche, è in possesso di una notevole agilità unita a discrete doti nel dribbling e nel controllo di palla, che gli permettono di liberarsi con efficacia del diretto avversario. Predilige attaccare la profondità allargandosi lungo le corsie laterali, in modo da convergere al centro e tentare la conclusione con il destro o tentare il suggerimento per i compagni.
Nel 2015 è stato inserito nella lista dei migliori cinquanta calciatori nati nel 1998 stilata da The Guardian, mentre nell'estate del 2019 viene indicato dall'UEFA come uno dei 50 giovani più promettenti per la stagione 2019-2020.

## Carriera

### Club

#### Gli inizi, Dinamo Zagabria
Muove i suoi primi passi nel settore giovanile dell'Barcellona . Nel 2007 approda nella cantera del Barcellona, dove resta per 7 anni. Il 31 luglio 2014 lascia i catalani e firma un contratto triennale con la Dinamo Zagabria, che lo aggrega alla formazione riserve. Esordisce in prima squadra il 7 febbraio 2015 contro la Lokomotiva Zagabria, subentrando al 76' al posto di Paulo Machado. Il 22 agosto 2016 firma il suo primo contratto professionistico, legandosi ai croati fino al 2020.

#### RB Leipzig
Il 25 gennaio 2020 viene acquistato a titolo definitivo dal RB Lipsia, firmando un contratto valido fino al 2024. Mette a segno la sua prima rete con i tedeschi il 4 febbraio contro l'Eintracht Francoforte in Coppa di Germania. Il 1º giugno segna la sua prima rete in Bundesliga nel successo esterno contro il Colonia (2-4).
Nel 2023 decide con una tripletta la gara di Supercoppa di Germania, vinta dal Lipsia contro il Bayern Monaco.

#### Barcellona
Il 9 agosto 2024, viene ufficializzato il suo ritorno a titolo definitivo al Barcellona per circa 55 milioni di euro. Viene però tesserato ufficialmente il 26 agosto, complice l’infortunio di Andreas Christensen. Il giorno seguente, al debutto, segna il suo primo gol con la nuova maglia, nella vittoria esterna contro il Rayo Vallecano (1-2), dopo essere subentrato a Ferran Torres all’inizio del secondo tempo. Il 4 gennaio 2025, a causa della situazione finanziaria dei blaugrana, la Federcalcio spagnola nega alla società il tesseramento definitivo del giocatore, libero di firmare per altri club. Quattro giorni dopo, in seguito al ricorso del Barcellona, il Consiglio Superiore dello Sport concede provvisoriamente il via libera per la registrazione del calciatore.

### Nazionale
Nel giugno 2019 viene convocato per il campionato europeo Under-21 in Italia, vinto dalla selezione spagnola. Esordisce in nazionale il 15 novembre 2019 in Spagna-Malta (7-0), subentrando al 66' al posto di Álvaro Morata e andando a segno pochi minuti dopo il suo ingresso in campo.
Viene convocato nel 2021 nella nazionale olimpica per partecipare alle Olimpiadi, vincendo l'argento; Olmo segna un gol contro la Costa d'Avorio ai quarti di finale, contribuendo alla vittoria della squadra iberica per 5-2.
Nel maggio 2021 viene convocato dal CT Luis Enrique per il campionato europeo del 2020, dove risulta decisivo sia in positivo sia in negativo: durante i tempi supplementari dell'ottavo di finale contro la Croazia realizza due assist nel definitivo 5-3 per i compagni Morata e Mikel Oyarzabal, mentre il 6 luglio, nel corso della semifinale persa ai tiri di rigore contro l'Italia, contribuisce dapprima con un assist al pareggio della propria nazionale e in seguito all'eliminazione della stessa, sbagliando dagli undici metri.
Inserito nella rosa per disputare la fase finale del campionato del mondo 2022, gioca da titolare la partita d'esordio delle Furie rosse contro la Costa Rica, in cui contribuisce con una rete alla vittoria per 7-0: nell'occasione la marcatura da lui realizzata è la centesima della nazionale spagnola ai campionati mondiali. Con la nazionale spagnola vince poi la UEFA Nations League 2022-2023.
Convocato per l'Europeo 2024, va a segno agli ottavi nel successo per 4-1 in rimonta contro la Georgia. Successivamente diventa l'uomo partita con un gol e un assist nei quarti di finale battendo per 2-1 la Germania. Sua anche la rete decisiva del 2-1 in semifinale contro la Francia. In finale gli iberici hanno sconfitto per 2-1 l'Inghilterra, con Olmo che si è rivelato decisivo con un salvataggio sulla linea nel finale di gara. Al contempo, con 3 gol realizzati è uno dei sei capocannonieri della competizione, ma avendo servito anche 2 assist, viene premiato come miglior marcatore del campionato d'Europa 2024.

## Statistiche

### Presenze e reti nei club
Statistiche aggiornate al 25 maggio 2025.
| Stagione                  | Squadra                   | Campionato                | Campionato | Campionato | Coppe nazionali | Coppe nazionali | Coppe nazionali | Coppe continentali | Coppe continentali | Coppe continentali | Altre coppe | Altre coppe | Altre coppe | Totale | Totale |
| Stagione                  | Squadra                   | Comp                      | Pres       | Reti       | Comp            | Pres            | Reti            | Comp               | Pres               | Reti               | Comp        | Pres        | Reti        | Pres   | Reti   |
| ------------------------- | ------------------------- | ------------------------- | ---------- | ---------- | --------------- | --------------- | --------------- | ------------------ | ------------------ | ------------------ | ----------- | ----------- | ----------- | ------ | ------ |
| 2014-2015                 | Dinamo Zagabria II        | 3.HNL                     | 9          | 3          | -               | -               | -               | -                  | -                  | -                  | -           | -           | -           | 9      | 3      |
| 2015-2016                 | Dinamo Zagabria II        | 2.HNL                     | 15         | 1          | -               | -               | -               | -                  | -                  | -                  | -           | -           | -           | 15     | 1      |
| 2016-2017                 | Dinamo Zagabria II        | 2.HNL                     | 10         | 2          | -               | -               | -               | -                  | -                  | -                  | -           | -           | -           | 10     | 2      |
| Totale Dinamo Zagabria II | Totale Dinamo Zagabria II | Totale Dinamo Zagabria II | 34         | 6          |                 | -               | -               |                    | -                  | -                  |             | -           | -           | 34     | 6      |
| 2014-2015                 | Dinamo Zagabria           | 1.HNL                     | 5          | 0          | CC              | 0               | 0               | -                  | -                  | -                  | SC          | 0           | 0           | 5      | 0      |
| 2015-2016                 | Dinamo Zagabria           | 1.HNL                     | 1          | 0          | CC              | 1               | 1               | UCL                | 0                  | 0                  | -           | -           | -           | 2      | 1      |
| 2016-2017                 | Dinamo Zagabria           | 1.HNL                     | 14         | 1          | CC              | 4               | 3               | UCL                | 0                  | 0                  | -           | -           | -           | 18     | 4      |
| 2017-2018                 | Dinamo Zagabria           | 1.HNL                     | 26         | 8          | CC              | 5               | 1               | UEL                | 2                  | 0                  | -           | -           | -           | 33     | 9      |
| 2018-2019                 | Dinamo Zagabria           | 1.HNL                     | 25         | 8          | CC              | 3               | 1               | UCL+UEL            | 6+10               | 1+2                | -           | -           | -           | 44     | 12     |
| 2019-gen. 2020            | Dinamo Zagabria           | 1.HNL                     | 9          | 3          | CC              | 2               | 0               | UCL                | 11                 | 5                  | -           | -           | -           | 22     | 8      |
| Totale Dinamo Zagabria    | Totale Dinamo Zagabria    | Totale Dinamo Zagabria    | 80         | 20         |                 | 15              | 6               |                    | 29                 | 8                  |             | 0           | 0           | 124    | 34     |
| gen.-ago. 2020            | RB Lipsia                 | BL                        | 12         | 3          | CG              | 1               | 1               | UCL                | 2                  | 1                  | -           | -           | -           | 15     | 5      |
| 2020-2021                 | RB Lipsia                 | BL                        | 32         | 5          | CG              | 6               | 1               | UCL                | 8                  | 1                  | -           | -           | -           | 46     | 7      |
| 2021-2022                 | RB Lipsia                 | BL                        | 19         | 3          | CG              | 4               | 1               | UCL+UEL            | 2+6                | 0                  | -           | -           | -           | 31     | 4      |
| 2022-2023                 | RB Lipsia                 | BL                        | 23         | 2          | CG              | 4               | 2               | UCL                | 3                  | 0                  | SG          | 1           | 1           | 31     | 5      |
| 2023-2024                 | RB Lipsia                 | BL                        | 21         | 4          | CG              | 0               | 0               | UCL                | 3                  | 1                  | SG          | 1           | 3           | 25     | 8      |
| Totale RB Lipsia          | Totale RB Lipsia          | Totale RB Lipsia          | 107        | 17         |                 | 15              | 5               |                    | 24                 | 3                  |             | 2           | 4           | 148    | 29     |
| 2024-2025                 | Barcellona                | PD                        | 25         | 10         | CR              | 4               | 0               | UCL                | 9                  | 2                  | SS          | 1           | 0           | 39     | 12     |
| Totale carriera           | Totale carriera           | Totale carriera           | 246        | 53         |                 | 34              | 11              |                    | 62                 | 13                 |             | 3           | 4           | 345    | 81     |

### Cronologia presenze e reti in nazionale
| Cronologia completa delle presenze e delle reti in nazionale ― Spagna | Cronologia completa delle presenze e delle reti in nazionale ― Spagna | Cronologia completa delle presenze e delle reti in nazionale ― Spagna | Cronologia completa delle presenze e delle reti in nazionale ― Spagna | Cronologia completa delle presenze e delle reti in nazionale ― Spagna | Cronologia completa delle presenze e delle reti in nazionale ― Spagna | Cronologia completa delle presenze e delle reti in nazionale ― Spagna | Cronologia completa delle presenze e delle reti in nazionale ― Spagna |
| Data                                                                  | Città                                                                 | In casa                                                               | Risultato                                                             | Ospiti                                                                | Competizione                                                          | Reti                                                                  | Note                                                                  |
| --------------------------------------------------------------------- | --------------------------------------------------------------------- | --------------------------------------------------------------------- | --------------------------------------------------------------------- | --------------------------------------------------------------------- | --------------------------------------------------------------------- | --------------------------------------------------------------------- | --------------------------------------------------------------------- |
| 15-11-2019                                                            | Cadice                                                                | Spagna                                                                | 7 – 0                                                                 | Malta                                                                 | Qual. Euro 2020                                                       | 1                                                                     | 66’                                                                   |
| 6-9-2020                                                              | Madrid                                                                | Spagna                                                                | 4 – 0                                                                 | Ucraina                                                               | UEFA Nations League 2020-2021 - 1º turno                              | -                                                                     |                                                                       |
| 7-10-2020                                                             | Lisbona                                                               | Portogallo                                                            | 0 – 0                                                                 | Spagna                                                                | Amichevole                                                            | -                                                                     |                                                                       |
| 10-10-2020                                                            | Madrid                                                                | Spagna                                                                | 1 – 0                                                                 | Svizzera                                                              | UEFA Nations League 2020-2021 - 1º turno                              | -                                                                     | 57’                                                                   |
| 13-10-2020                                                            | Kiev                                                                  | Ucraina                                                               | 1 – 0                                                                 | Spagna                                                                | UEFA Nations League 2020-2021 - 1º turno                              | -                                                                     | 73’                                                                   |
| 11-11-2020                                                            | Amsterdam                                                             | Paesi Bassi                                                           | 1 – 1                                                                 | Spagna                                                                | Amichevole                                                            | -                                                                     | 62’ 84’                                                               |
| 14-11-2020                                                            | Basilea                                                               | Svizzera                                                              | 1 – 1                                                                 | Spagna                                                                | UEFA Nations League 2020-2021 - 1º turno                              | -                                                                     | 73’                                                                   |
| 17-11-2020                                                            | Siviglia                                                              | Spagna                                                                | 6 – 0                                                                 | Germania                                                              | UEFA Nations League 2020-2021 - 1º turno                              | -                                                                     | 73’                                                                   |
| 25-3-2021                                                             | Granada                                                               | Spagna                                                                | 1 – 1                                                                 | Grecia                                                                | Qual. Mondiali 2022                                                   | -                                                                     | 64’                                                                   |
| 28-3-2021                                                             | Tbilisi                                                               | Georgia                                                               | 1 – 2                                                                 | Spagna                                                                | Qual. Mondiali 2022                                                   | 1                                                                     | 46’                                                                   |
| 31-3-2021                                                             | Siviglia                                                              | Spagna                                                                | 3 – 1                                                                 | Kosovo                                                                | Qual. Mondiali 2022                                                   | 1                                                                     | 82’                                                                   |
| 14-6-2021                                                             | Siviglia                                                              | Spagna                                                                | 0 – 0                                                                 | Svezia                                                                | Euro 2020 - 1º turno                                                  | -                                                                     | 74’                                                                   |
| 19-6-2021                                                             | Siviglia                                                              | Spagna                                                                | 1 – 1                                                                 | Polonia                                                               | Euro 2020 - 1º turno                                                  | -                                                                     | 61’                                                                   |
| 28-6-2021                                                             | Copenaghen                                                            | Croazia                                                               | 3 – 5 dts                                                             | Spagna                                                                | Euro 2020 - Ottavi di finale                                          | -                                                                     | 71’                                                                   |
| 2-7-2021                                                              | San Pietroburgo                                                       | Svizzera                                                              | 1 – 1 dts (1 – 3 dtr)                                                 | Spagna                                                                | Euro 2020 - Quarti di finale                                          | -                                                                     | 46’                                                                   |
| 6-7-2021                                                              | Londra                                                                | Italia                                                                | 1 – 1 dts (4 – 2 dtr)                                                 | Spagna                                                                | Euro 2020 - Semifinale                                                | -                                                                     |                                                                       |
| 11-11-2021                                                            | Atene                                                                 | Grecia                                                                | 0 – 1                                                                 | Spagna                                                                | Qual. Mondiali 2022                                                   | -                                                                     | 57’                                                                   |
| 14-11-2021                                                            | Siviglia                                                              | Spagna                                                                | 1 – 0                                                                 | Svezia                                                                | Qual. Mondiali 2022                                                   | -                                                                     | 89’                                                                   |
| 26-3-2022                                                             | Cornellà de Llobregat                                                 | Spagna                                                                | 2 – 1                                                                 | Albania                                                               | Amichevole                                                            | 1                                                                     | 63’                                                                   |
| 29-3-2022                                                             | La Coruña                                                             | Spagna                                                                | 5 – 0                                                                 | Islanda                                                               | Amichevole                                                            | -                                                                     | 59’                                                                   |
| 2-6-2022                                                              | Siviglia                                                              | Spagna                                                                | 1 – 1                                                                 | Portogallo                                                            | UEFA Nations League 2022-2023 - 1º turno                              | -                                                                     | 62’                                                                   |
| 5-6-2022                                                              | Praga                                                                 | Rep. Ceca                                                             | 2 – 2                                                                 | Spagna                                                                | UEFA Nations League 2022-2023 - 1º turno                              | -                                                                     | 61’                                                                   |
| 9-6-2022                                                              | Lancy                                                                 | Svizzera                                                              | 0 – 1                                                                 | Spagna                                                                | UEFA Nations League 2022-2023 - 1º turno                              | -                                                                     | 62’                                                                   |
| 12-6-2022                                                             | Malaga                                                                | Spagna                                                                | 2 – 0                                                                 | Rep. Ceca                                                             | UEFA Nations League 2022-2023 - 1º turno                              | -                                                                     |                                                                       |
| 17-11-2022                                                            | Amman                                                                 | Giordania                                                             | 1 – 3                                                                 | Spagna                                                                | Amichevole                                                            | -                                                                     | 58’                                                                   |
| 23-11-2022                                                            | Doha                                                                  | Spagna                                                                | 7 – 0                                                                 | Costa Rica                                                            | Mondiali 2022 - 1º turno                                              | 1                                                                     |                                                                       |
| 27-11-2022                                                            | Al Khor                                                               | Spagna                                                                | 1 – 1                                                                 | Germania                                                              | Mondiali 2022 - 1º turno                                              | -                                                                     |                                                                       |
| 1-12-2022                                                             | Al Rayyan                                                             | Giappone                                                              | 2 – 1                                                                 | Spagna                                                                | Mondiali 2022 - 1º turno                                              | -                                                                     |                                                                       |
| 6-12-2022                                                             | Al Rayyan                                                             | Marocco                                                               | 0 – 0 dts (3 – 0 dtr)                                                 | Spagna                                                                | Mondiali 2022 - Ottavi di finale                                      | -                                                                     | 98’                                                                   |
| 25-3-2023                                                             | Malaga                                                                | Spagna                                                                | 3 – 0                                                                 | Norvegia                                                              | Qual. Euro 2024                                                       | 1                                                                     | 67’                                                                   |
| 18-6-2023                                                             | Rotterdam                                                             | Croazia                                                               | 0 – 0 dts (4 – 5 dtr)                                                 | Spagna                                                                | UEFA Nations League 2022-2023 - Finale                                | -                                                                     | 87’                                                                   |
| 8-9-2023                                                              | Tbilisi                                                               | Georgia                                                               | 1 – 7                                                                 | Spagna                                                                | Qual. Euro 2024                                                       | 1                                                                     | 44’                                                                   |
| 26-3-2024                                                             | Madrid                                                                | Spagna                                                                | 3 – 3                                                                 | Brasile                                                               | Amichevole                                                            | 1                                                                     |                                                                       |
| 15-6-2024                                                             | Berlino                                                               | Spagna                                                                | 3 – 0                                                                 | Croazia                                                               | Euro 2024 - 1º turno                                                  | -                                                                     | 59’                                                                   |
| 24-6-2024                                                             | Düsseldorf                                                            | Albania                                                               | 0 – 1                                                                 | Spagna                                                                | Euro 2024 - 1º turno                                                  | -                                                                     | 84’                                                                   |
| 30-6-2024                                                             | Colonia                                                               | Spagna                                                                | 4 – 1                                                                 | Georgia                                                               | Euro 2024 - Ottavi di finale                                          | 1                                                                     | 52’                                                                   |
| 5-7-2024                                                              | Stoccarda                                                             | Spagna                                                                | 2 – 1 dts                                                             | Germania                                                              | Euro 2024 - Quarti di finale                                          | 1                                                                     | 8’                                                                    |
| 9-7-2024                                                              | Monaco di Baviera                                                     | Spagna                                                                | 2 – 1                                                                 | Francia                                                               | Euro 2024 - Semifinale                                                | 1                                                                     | 76’                                                                   |
| 14-7-2024                                                             | Berlino                                                               | Spagna                                                                | 2 – 1                                                                 | Inghilterra                                                           | Euro 2024 - Finale                                                    | -                                                                     | 31’                                                                   |
| 5-9-2024                                                              | Belgrado                                                              | Serbia                                                                | 0 – 0                                                                 | Spagna                                                                | UEFA Nations League 2024-2025 - 1º turno                              | -                                                                     | 67’ 82’                                                               |
| 15-11-2024                                                            | Copenaghen                                                            | Danimarca                                                             | 1 – 2                                                                 | Spagna                                                                | UEFA Nations League 2024-2025 - 1º turno                              | -                                                                     | 70’                                                                   |
| 20-3-2025                                                             | Rotterdam                                                             | Paesi Bassi                                                           | 2 – 2                                                                 | Spagna                                                                | UEFA Nations League 2024-2025 - Quarti di finale                      | -                                                                     | 66’                                                                   |
| 23-3-2025                                                             | Valencia                                                              | Spagna                                                                | 3 – 3 dts (5 – 4 dtr)                                                 | Paesi Bassi                                                           | UEFA Nations League 2024-2025 - Quarti di finale                      | -                                                                     | 84’                                                                   |
| 5-6-2025                                                              | Stoccarda                                                             | Spagna                                                                | 5 – 4                                                                 | Francia                                                               | UEFA Nations League 2024-2025 - Semifinale                            | -                                                                     | 64’                                                                   |
| Totale                                                                |                                                                       | Presenze                                                              | 44                                                                    |                                                                       | Reti                                                                  | 11                                                                    |                                                                       |

| Cronologia completa delle presenze e delle reti in nazionale ― Spagna under 21 | Cronologia completa delle presenze e delle reti in nazionale ― Spagna under 21 | Cronologia completa delle presenze e delle reti in nazionale ― Spagna under 21 | Cronologia completa delle presenze e delle reti in nazionale ― Spagna under 21 | Cronologia completa delle presenze e delle reti in nazionale ― Spagna under 21 | Cronologia completa delle presenze e delle reti in nazionale ― Spagna under 21 | Cronologia completa delle presenze e delle reti in nazionale ― Spagna under 21 | Cronologia completa delle presenze e delle reti in nazionale ― Spagna under 21 |
| Data                                                                           | Città                                                                          | In casa                                                                        | Risultato                                                                      | Ospiti                                                                         | Competizione                                                                   | Reti                                                                           | Note                                                                           |
| ------------------------------------------------------------------------------ | ------------------------------------------------------------------------------ | ------------------------------------------------------------------------------ | ------------------------------------------------------------------------------ | ------------------------------------------------------------------------------ | ------------------------------------------------------------------------------ | ------------------------------------------------------------------------------ | ------------------------------------------------------------------------------ |
| 11-10-2018                                                                     | Tirana                                                                         | Albania under 21                                                               | 0 – 1                                                                          | Spagna under 21                                                                | Qual. Europeo Under-21 2019                                                    | -                                                                              | 60’                                                                            |
| 16-10-2018                                                                     | Reykjavík                                                                      | Islanda under 21                                                               | 2 – 7                                                                          | Spagna under 21                                                                | Qual. Europeo Under-21 2019                                                    | -                                                                              | 58’                                                                            |
| 14-11-2018                                                                     | Logroño                                                                        | Spagna under 21                                                                | 4 – 1                                                                          | Danimarca under 21                                                             | Amichevole                                                                     | -                                                                              | 68’                                                                            |
| 19-11-2018                                                                     | Caen                                                                           | Francia under 21                                                               | 1 – 1                                                                          | Spagna under 21                                                                | Amichevole                                                                     | -                                                                              | 61’                                                                            |
| 21-3-2019                                                                      | Granada                                                                        | Spagna under 21                                                                | 1 – 0                                                                          | Romania under 21                                                               | Amichevole                                                                     | -                                                                              | 67’                                                                            |
| 25-3-2019                                                                      | Algeciras                                                                      | Spagna under 21                                                                | 3 – 0                                                                          | Austria under 21                                                               | Amichevole                                                                     | -                                                                              | 81’                                                                            |
| 19-6-2019                                                                      | Reggio Emilia                                                                  | Spagna under 21                                                                | 2 – 1                                                                          | Belgio under 21                                                                | Europeo Under-21 2019 - 1º turno                                               | 1                                                                              | 48’                                                                            |
| 22-6-2019                                                                      | Bologna                                                                        | Spagna under 21                                                                | 5 – 0                                                                          | Polonia under 21                                                               | Europeo Under-21 2019 - 1º turno                                               | -                                                                              |                                                                                |
| 27-6-2019                                                                      | Reggio Emilia                                                                  | Spagna under 21                                                                | 4 – 1                                                                          | Francia under 21                                                               | Europeo Under-21 2019 - Semifinale                                             | 1                                                                              |                                                                                |
| 30-6-2019                                                                      | Udine                                                                          | Spagna under 21                                                                | 2 – 1                                                                          | Germania under 21                                                              | Europeo Under-21 2019 - Finale                                                 | 1                                                                              |                                                                                |
| 6-9-2019                                                                       | Astana                                                                         | Kazakistan under 21                                                            | 0 – 1                                                                          | Spagna under 21                                                                | Qual. Europeo Under-21 2021                                                    | 1                                                                              | cap.                                                                           |
| 10-9-2019                                                                      | Castellón de la Plana                                                          | Spagna under 21                                                                | 2 – 0                                                                          | Montenegro under 21                                                            | Qual. Europeo Under-21 2021                                                    | 2                                                                              | cap. 83’                                                                       |
| 10-10-2019                                                                     | Cordova                                                                        | Spagna under 21                                                                | 1 – 1                                                                          | Germania under 21                                                              | Amichevole                                                                     | -                                                                              | cap. 56’                                                                       |
| 15-10-2019                                                                     | Podgorica                                                                      | Montenegro under 21                                                            | 0 – 2                                                                          | Spagna under 21                                                                | Qual. Europeo Under-21 2021                                                    | -                                                                              | cap.                                                                           |
| Totale                                                                         |                                                                                | Presenze                                                                       | 14                                                                             |                                                                                | Reti                                                                           | 6                                                                              |                                                                                |

## Palmarès

### Club
- Campionato croato: 5

Dinamo Zagabria: 2014-2015, 2015-2016, 2017-2018, 2018-2019, 2019-2020
- Coppa di Croazia: 3

Dinamo Zagabria: 2014-2015, 2015-2016, 2017-2018
- Supercoppa di Croazia: 1

Dinamo Zagabria: 2019
- Coppa di Germania: 2

RB Lipsia: 2021-2022, 2022-2023
- Supercoppa di Germania: 1

RB Lipsia: 2023
- Supercoppa di Spagna: 1

Barcellona: 2025
- Coppa di Spagna: 1

Barcellona: 2024-2025
- Campionato spagnolo: 1

Barcellona: 2024-2025

### Nazionale
- Campionato d'Europa Under-21: 1

Italia 2019
- Argento olimpico: 1

Tokyo 2020
- UEFA Nations League: 1

2022-2023
- Campionato d'Europa: 1

Germania 2024

### Individuale
- Squadra del torneo degli Europei Under-21: 1

Italia-San Marino 2019
- Capocannoniere del campionato d'Europa: 1

Germania 2024 (3 gol)
- XI All Star Team del campionato d'Europa: 1

Germania 2024